# Доњи Дабар
Доњи Дабар је насељено мјесто у Босни и Херцеговини, у општини Сански Мост, које административно припада Федерацији Босне и Херцеговине. Према попису становништва из 1991. у насељу је живјело 796 становника.

## Историја
У Првом свјетском рату се на страни Краљевине Србије борило 57 добровољаца из Дабра (Горњи и Доњи Дабар). Од укупно 57 добровољаца, њих 45 је погинуло.

## Православље у Дабру
Црква Храма Светог апостола и јеванђелисте Марка у Дабру освећена је 11. септембра 1894. Спаљена је у септембру 1995. од стране 5. и 7. корпуса Армије РБиХ. Обновљена је и поново освећена у августу 2016.

## Становништво
| Националност       | 1991. | 1981. | 1971. | 1961. |
| Срби               | 795   | 972   | 1.201 | 1.377 |
| Хрвати             | 1     | 2     |       |       |
| Муслимани          |       | 1     |       |       |
| Црногорци          |       |       |       | 5     |
| Југословени        |       | 1     |       |       |
| остали и непознато |       | 2     | 2     | 1     |
| Укупно             | 796   | 978   | 1.203 | 1.383 |

| Демографија | Демографија | Демографија |
| Година      | Становника  | Становника  |
| ----------- | ----------- | ----------- |
| 1961.       | 1.383       |             |
| 1971.       | 1.203       |             |
| 1981.       | 978         |             |
| 1991.       | 796         |             |

## Личности
- Гавро Вучковић Крајишник (1826-1876)
- Протојереј Дамјан Вучковић (1834-1890)
- Свештеник Лазар Поповић, парох дабарски (1827-1890)